# Літопис

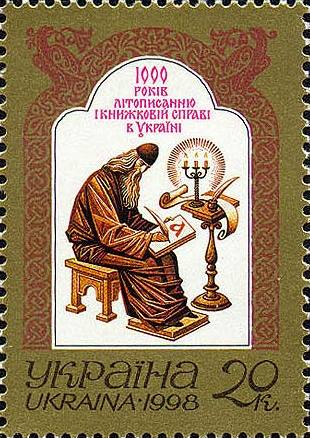
«1000 років літописанню і книжковій справі в Україні».

Літо́пис — історико-літературний твір у Русі, пізніше в Україні, Польщі, Білорусі, та інших країн слов'янського походження в якому оповідь велася за роками (хронологія). Писали переважно церковнослов'янською мовою, з численними вкрапленнями місцевої лексики. В інших християнських країнах подібні давні твори мають назву «хроніки», які писалися, як правило, латиною.
Назва «літопис» походить від структури літопису, де твори починались зі слів «в літо». Літописи — важливі пам'ятки літератури, цінні джерела для дослідження слов'янської історії з давніх часів до XVIII століття включно. У них розповідається про походження східних слов'ян, зародження у них державної влади, про політичні, економічні та культурні взаємини між собою та з іншими народами, тощо. Велике значення літописи мають для вивчення історії української літературної мови. Мова більшості літописів книжна, близька до церковнослов'янської, а у період XV—XVIII ст. частина литовських літописів пишеться латиною. Україна має давні власні літописні традиції, які закладені ще на світанку виникнення писемності на Русі. Створювалися вони в Києві, Переяславі, Володимирі-Волинському, Галичі, Львові, Чернігові та інших містах. При цьому в різні часи виникло кілька різновидів літописів:
- княжі літописи, що укладалися, як правило, у центрі князівств.;
- козацькі літописи, що виникли як своєрідні хроніки визвольних змагань

## Початки літописання
Зародженню літописної творчості сприяв ряд чинників: діяльність могутньої Київської держави, відносно високий рівень матеріальної і духовної культури в давньокиївський період, заснування Київської митрополії, спорудження Софійського собору та ін. Літописання почалося у Києві. Вважають, що найдавніше зведення літописних матеріалів різного характеру і походження (короткі порічні записи, княжі літописи, народні перекази) належить до кін. X ст. Його склала, мабуть, група світських і духовних осіб з оточення Великого князя Володимира Святославича.
В XI ст. були складені Літописне зведення 1037, Києво-Печерське літописне зведення 1072–73 (автор книжник Никон), Новгородське зведення 1079, Початкове зведення 1093–95, складене ігуменом Печерського монастиря Іоанном. Останнє стало основою для складання першої редакції «Повісті минулих літ». Безпосереднім продовженням її в Іпатіївському списку був Київський літопис, складений у Видубицькому монастирі на підставі літописних зведень, які до нас не дійшли. Є відомості про чернігівський, переяславський, галицький літописи XII ст., однак вони не збереглися, уривки з них ввійшли до інших літописних зведень.
Перші оригінальні літописи не збереглися, до цього часу дійшли зроблені на їх основі літописні зведення. Перші історичні описи не мали датувань (роки проставлені пізнішими літописцями-переписувачами в ХІІ–ХІІІ ст.), тому найдавніший пласт вітчизняного літописання називається «Повістю». Автори зведень, переважно ченці, брали за основу один з літописів, додаючи до нього виписки з інших, не завжди маючи змогу їх правильно узгодити хронологічно. Крім того, літописи складалися на замовлення правлячої династії Рюриковичів, тому історична думка вже з ранньої доби потрапляла під вплив політичної кон'юнктури, зміна якої зумовлювала внесення правок до текстів літописних зведень. При зміні політичного курсу чи під впливом певних ситуацій літописи повністю переписувалися — ґрунтовно чи поспішно. А за умов частої зміни влади, що почалася в період міжусобиць з кінця 30-х рр. XII ст., внесення змін до літописів стало буденною справою. Конкуруючі князівські роди «мономаховичів» та «ольговичів», що виступали замовниками літописних редакцій, наполягали на виправданні та ідеалізації своєї династичної гілки. Однак, попри зміни політичного характеру, традиційним для давньоруського літописання залишалося прагнення опертися на Біблію, як на стабільну частину історичного передання, незалежну від суспільних змін.
З 2-ї пол. XIII ст. у зв'язку із занепадом Києва літописання зосереджується в Галицько-Волинському князівстві. Видатною пам'яткою XIII ст., головним джерелом для вивчення історії України цієї доби є Галицько-Волинський літопис, що охоплює події 1201–92 рр.
Від XIV ст. літописання увійшло в нову добу — складання зведень і списків. До нашого часу дійшло декілька сотень списків. Так виникли Лаврентїївський літопис (1377), Іпатський (Іпатіївський) літопис (поч. XV ст.), Радзивіллівський список (кін. XV ст.), Хлєбниковський список (XVI ст.), Погодінський список (кін. XVI ст.) та ряд інших, що переважно були опубліковані в «Полном собрании русских летописей» (т. 1 — 42, СПб. — М. — Ленинград, 1841—2004). Деякі літописи збереглися лише в одному списку, деякі мають десяток копій. Давньокиївська літописна традиція у XIV—XVI ст. продовжувалася у Московській державі та Литовсько-Руській державі. Цінністю фактичного матеріалу відзначаються Новгородські та Владимиро-Суздальський літописи.

## Літописи XV—XVII ст
До часу перебування українських земель у складі Великого князівства Литовського належить виникнення (XV—XVI ст.) литовських (їх ще називають західноруськими або білорусько-литовськими) літописів. Це літописи Баркулабівський, Биховця, Авраамки, Красинського, Рачинського, Румянцевський, Короткий Київський (Супрасльський) та ін. Серед українських літописів XVI — поч. XVII ст. особливу наукову цінність становлять Густинський літопис, частково «Літописці Волині і України». Густинський літопис, складений, на думку дослідників, у Густинському монастирі біля Прилук на Чернігівщині, ймовірно, Захарією Копистенським між 1623 і 1627 на основі багатьох давніх літописів та польських джерел. Літопис містить цілісний виклад історії України від часів Київської Русі до Берестейської унії включно.
Протягом XVII ст. складено ряд інших літописів: Львівський літопис (названий так за місцем, де його знайшли), що описує події 1498—1649 переважно на Київщині, Поділлі, в Галичині; Острозький літописець з описом подій 1500—1636; Межигірський літопис (знайдений у Межигірському монастирі на Київщині), в якому розповідається про події 1393—1620, а також з історії козацтва; Хмільницький літопис, який описує події з історії України 1636 — 50, пов'язані переважно з містом Хмільником. У 1672-73 рр. Теодосій Софонович уклав «Кройнику», в якій розповідається про події в Україні до 1289, історію Литви до 1529 і Польщі до 1693.
На XVII ст. припадає складення значної кількості коротких монастирських літописів, які описують переважно внутрішні й господарські справи монастирів, подають важливі матеріали для місцевої історії. Це Густинський монастирський літопис (1600 — 40), Межигірський монастирський літопис (1608—1700), Добромильський літопис (1648—1700), Підгорецький літопис (1583—1715), Мгарський літопис (1682—1775) та ін.

## Козацькі літописи
Особливе значення серед літописів 2-ї половини XVII — початку XVIII століття мають історичні твори, присвячені козацьким війнам. Звідси їх умовна назва — «козацькі», «козацько-старшинські» літописи, хоч від літописів у традиційному розумінні вони значно відрізняються.
До наших днів дійшли три найвизначніші козацькі літописи — Самовидця (про події 1648–1702 років, імовірний автор — Роман Ракушка-Романовський), Грабянки (1710, про події від виникнення козацтва до 1709) та Самійла Величка (1720, про події в Україні 1648–1700 років).
В усіх цих літописах не лише докладно розповідається про Визвольну війну українського народу 1648–1654 років, а й подається економічна, політична і культурна характеристика країни, факти з історії Московського царства, Речі Посполитої, Угорського королівства, Швеції, Молдовського князівства, Османської імперії та інших держав.
Джерелами козацьких літописів були давні українські літописи, власні спостереження, спогади сучасників, документальні матеріали (урядові офіційні і приватні листи, акти, грамоти, універсали), твори чужоземних істориків, народні легенди, перекази тощо.
У 30-х pp. XVIII ст. невідомий автор склав «Короткий опис Малоросії» (рос. мовою) про події від Київської Русі до скасування гетьманства в 1734 році.
У 1765 році Петро Симоновський скомпонував «Краткое описание о козацьком народЂ» з описом подій від найдавніших часів до 1751 року.
Автором «Летописца или описання краткого знатнЂйших дЂйств и случаев» про події в Україні з 1506 по 1737 рік був, імовірно, Яків Лизогуб.
В 1770 у Прилуках полковий обозний Степан Лукомський склав «Зібрання історичне» з описом подій в Україні у XIV — XVI столітті.
Літописно-історичні праці про Україну писали також зарубіжні автори — Гійом Боплан, К. Гаммердерфер, Йоган Енгель, С. Зарульський, О. Рігельман та інші.

## Інші літописи
За характером, до літописів належать також пам'ятки мемуарної літератури — щоденники-діаріуші Атанасія Филиповича, Миколи Ханенка, Я. Марковича та інших.
Анонімна «История русов», написана у кінці XVIII або на початку XIX століття (опублікована в 1846 О. Бодянським) з викладом подій від найдавніших часів до 1769 року, завершує давню літописно-повістеву традицію і є містком до нової української історичної науки, розпочатої «Історією Малої Росії» Д. М. Бантиша-Каменського (тт. 1-4).

## Молдавські літописи
- Слов'яно-молдавський літопис (1359—1504) (XVI ст.)